# Mossblomma
Mossblomma är en fantasyroman från 1988, författad av Brian Jacques. Det är den andra boken i Redwall-serien om antropomorfiska djur. Boken trycktes i Sverige år 2000 och var då till skillnad från det enhetliga originalet uppdelad i två volymer: Mossblomma - del 1 och Mossblomma - del 2. Martin Krigaren är en prequel till Mossblomma, medan Luke the Warrior utspelar sig efter.
Musttjuven Gonff har Brian Jacques baserat på sig själv.

## Handling
Vildkatten Verdauga Grönöga har länge haft Mossblomme härad i sitt järngrepp. Från sin borg Kotir styr han över djuren som bor på fälten kring borgen och försöker kontrollera dem med höga skatter, men han har blivit svårt sjuk och djuren tar tillfället i akt att fly in i Mossblommeskogen. Verdaugas dotter Tsarmina mördar sin far och tar över titeln som regent, och ämnar att hämta tillbaka och åter förslava de förrymda djuren från deras fristad i skogen.
Martin, en hjältemodig mus från norr, anländer till Mossblommeskogen och blir insnärjd i de goda skogsdjurens kamp mot ondskan. Grävlingen Bella av Klyftebo ger alla djur fristad i skogen, men för att de ska kunna vinna striden mot vildkatten berättar Bella att de behöver hennes far, Galtus Kämpes, hjälp. Martin ger sig tillsammans med sina bästa vänner, mustjuven Gonff och mullvaden Dinny, av mot grävlingsfurstarnas rike Salamandastron för att hitta Galtus. Det visar sig dock att han är ansatt av skeppsråttor och han dör i strid vid havet, men först efter att ha lagat Martins trasiga svärd.
Martin och hans två färdkamrater, tillsammans med många nya vänner, återvänder till Mossblomma och tar upp striden mot Tsarmina och Kotir med Martins oförstörbara svärd. Tillsammans med Mossblommeskogens djur störtar de den ondskefulla drottningen och hennes armé, river borgen Kotir och där borgen tidigare stod bygger de ett kloster: Redwall. 